# María de Antioquía (pretendiente)
María de Antioquía fue pretendiente al trono de Jerusalén de 1269 a 1277. Era hija del príncipe Bohemundo IV de Antioquía y de su segunda mujer Melisenda de Chipre. Melisenda era la hija menor de Isabel de Jerusalén y de su cuarto marido, el rey-consorte Emerico de Chipre. Como María era, al morir Conradino de Hohenstaufen, la única nieta viva de la reina Isabel, exigió el trono por su proximidad de linaje a los reyes de Jerusalén. En la sucesión feudal, dicha proximidad tenía un gran peso. Pero le fue denegada por la Haute Cour. Viajó a Roma, donde vendió sus derechos, con la bendición y confirmación papal, a Carlos de Anjou (vencedor y ejecutor de su predecesor Conradino) en 1277. Carlos había conquistado y mantenido Acre hasta 1285. Desde entonces, este derecho sucesorio al Reino de Jerusalén se ha considerado ligado a la corona de Nápoles, que cambiaría a menudo de manos por testamento o conquista, más que por herencia directa.
María murió sin hijos en el castillo de Canossa, Apulia, después de diciembre de 1307.